# Ernesto Augusto II, Duque de Saxe-Weimar-Eisenach
Ernesto Augusto II (2 de Junho de 1737 – 28 de Maio de 1758), foi um duque de Saxe-Weimar-Eisenach.

## Primeiros anos
Era o segundo filho (quinto, por ordem de nascimento), mas o mais velho e único sobrevivente de Ernsto Augusto I, Duque de Saxe-Weimar e da sua segunda esposa, a princesa Sofia Carlota de Brandemburgo-Bayreuth, filha mais velha de Jorge Frederico Carlos, Marquês de Brandemburgo-Bayreuth.
O pai de Ernesto Augusto, um governante que gostava de luxo e tinha uma paixão por caça, mudou a corte para Eisenach quando herdou esses territórios em 1741. O duque negligenciava o filho e herdeiro e Ernesto Augusto II acabou por passar os seus primeiros anos de vida sob a orientação do Hofmarschall do Schloss Belvedere em Weimar.
Ernsto Augusto I morreu em 1748, quando Ernesto Augusto II tinha apenas onze anos de idade. Uma vez que ainda era menor de idade, foram os duques Frederico III de Saxe-Gota-Altembugo e Francisco Josias de Saxe-Coburgo-Saalfeld que assumiram a regência de Saxe-Weimar-Eisenach em seu nome. O jovem duque foi viver com a família do duque Frederico em Gota, de quem recebeu uma educação adequada.
Em 1755 Ernesto Augusto II tomou as rédias do governo. Nomeou o seu antigo tutor, o conde imperial (Reichsgräf) Heinrich von Bünau, como seu novo chancellor. Uma vez que o jovem duque sempre teve uma saúde frágil, foi aconselhado a casar depressa, de modo a deixar descendentes para o ducado.

## Casamento e descendência
Em Brunswick, a 16 de Março de 1756, Ernesto Augusto casou-se com a princesa Ana Amália de Brunsvique-Volfembutel. Juntos, tiveram dois filhosː
1. Carlos Augusto, Duque de Saxe-Weimar-Eisenach, (3 de Setembro de 1757 – 14 de Junho de 1828);
2. Frederico Fernando Constantino de Saxe-Weimar-Eisenach (8 de Setembro de 1758 – 6 de Setembro de 1793) morreu sem deixar descendência.

Quando Ernesto Augusto II morreu, o príncipe-herdeiro Carlos Augusto era ainda bebé. A sua viúva, a duquesa Ana Amália, tornou-se regente de um governo tutelar excelente que conduziu Weimar para o início do seu período clássico.

## Genealogia
| Ernesto Augusto II, Duque de Saxe-Weimar-Eisenach | Pai: Ernesto Augusto I, Duque de Saxe-Weimar-Eisenach | Avô paterno: João Ernesto III, Duque de Saxe-Weimar                   | Bisavô paterno: João Ernesto II, Duque de Saxe-Weimar                         |
| Ernesto Augusto II, Duque de Saxe-Weimar-Eisenach | Pai: Ernesto Augusto I, Duque de Saxe-Weimar-Eisenach | Avô paterno: João Ernesto III, Duque de Saxe-Weimar                   | Bisavó paterna: Cristina Isabel de Schleswig-Holstein-Sonderburg              |
| Ernesto Augusto II, Duque de Saxe-Weimar-Eisenach | Pai: Ernesto Augusto I, Duque de Saxe-Weimar-Eisenach | Avó paterna: Sofia Augusta de Anhalt-Zerbst                           | Bisavô paterno: João IV, Príncipe de Anhalt-Zerbst                            |
| Ernesto Augusto II, Duque de Saxe-Weimar-Eisenach | Pai: Ernesto Augusto I, Duque de Saxe-Weimar-Eisenach | Avó paterna: Sofia Augusta de Anhalt-Zerbst                           | Bisavó paterna: Sofia Augusta de Holstein-Gottorp                             |
| Ernesto Augusto II, Duque de Saxe-Weimar-Eisenach | Mãe: Sofia Carlota de Brandemburgo-Bayreuth           | Avô materno: Jorge Frederico Carlos, Marquês de Brandemburgo-Bayreuth | Bisavô materno: Cristiano Henrique, Marquês de Brandemburgo-Bayreuth-Kulmbach |
| Ernesto Augusto II, Duque de Saxe-Weimar-Eisenach | Mãe: Sofia Carlota de Brandemburgo-Bayreuth           | Avô materno: Jorge Frederico Carlos, Marquês de Brandemburgo-Bayreuth | Bisavó materna: Cristina Isabel de Schleswig-Holstein-Sonderburg              |
| Ernesto Augusto II, Duque de Saxe-Weimar-Eisenach | Mãe: Sofia Carlota de Brandemburgo-Bayreuth           | Avó materna: Doroteia de Schleswig-Holstein-Sonderburg-Beck           | Bisavô materno: Frederico Luís, Duque de Schleswig-Holstein-Sonderburg-Beck   |
| Ernesto Augusto II, Duque de Saxe-Weimar-Eisenach | Mãe: Sofia Carlota de Brandemburgo-Bayreuth           | Avó materna: Doroteia de Schleswig-Holstein-Sonderburg-Beck           | Bisavó materna: Luísa Carlota de Schleswig-Holstein-Sonderburg-Augustenburg   |